# Robert Harborough Sherard
Pour les articles homonymes, voir Sherard.
 (avril 2024).
La mise en forme du texte ne suit pas les recommandations de Wikipédia : il faut le « wikifier ».
Les points d'amélioration suivants sont les cas les plus fréquents. Le détail des points à revoir est peut-être précisé sur la page de discussion.
- Les titres sont pré-formatés par le logiciel. Ils ne sont ni en capitales, ni en gras.
- Le texte ne doit pas être écrit en capitales (les noms de famille non plus), ni en gras, ni en italique, ni en « petit »…
- Le gras n'est utilisé que pour surligner le titre de l'article dans l'introduction, une seule fois.
- L'italique est rarement utilisé : mots en langue étrangère, titres d'œuvres, noms de bateaux, etc.
- Les citations ne sont pas en italique mais en corps de texte normal. Elles sont entourées par des guillemets français : « et ».
- Les listes à puces sont à éviter, des paragraphes rédigés étant largement préférés. Les tableaux sont à réserver à la présentation de données structurées (résultats, etc.).
- Les appels de note de bas de page (petits chiffres en exposant, introduits par l'outil «  Source ») sont à placer entre la fin de phrase et le point final[comme ça].
- Les liens internes (vers d'autres articles de Wikipédia) sont à choisir avec parcimonie. Créez des liens vers des articles approfondissant le sujet. Les termes génériques sans rapport avec le sujet sont à éviter, ainsi que les répétitions de liens vers un même terme.
- Les liens externes sont à placer uniquement dans une section « Liens externes », à la fin de l'article. Ces liens sont à choisir avec parcimonie suivant les règles définies. Si un lien sert de source à l'article, son insertion dans le texte est à faire par les notes de bas de page.
- La présentation des références doit suivre les conventions bibliographiques. Il est recommandé d'utiliser les modèles {{Ouvrage}}, {{Chapitre}}, {{Article}}, {{Lien web}} et/ou {{Bibliographie}}. Le mode d'édition visuel peut mettre en forme automatiquement les références.
- Insérer une infobox (cadre d'informations à droite) n'est pas obligatoire pour parachever la mise en page.

Pour une aide détaillée, merci de consulter Aide:Wikification.
Si vous pensez que ces points ont été résolus, vous pouvez retirer ce bandeau et améliorer la mise en forme d'un autre article.
Robert Harborough Sherard, né le 3 décembre 1861 à Putney et mort le 30 janvier 1943 à Londres, est un écrivain et journaliste britannique. Il était l'ami, certains supposent l'amant, et le biographe d'Oscar Wilde dans la première moitié du XXe siècle. Ils se sont rencontrés à Paris en 1883, lors d'une soirée organisée par Sarah Bernhardt.

## Jeunesse

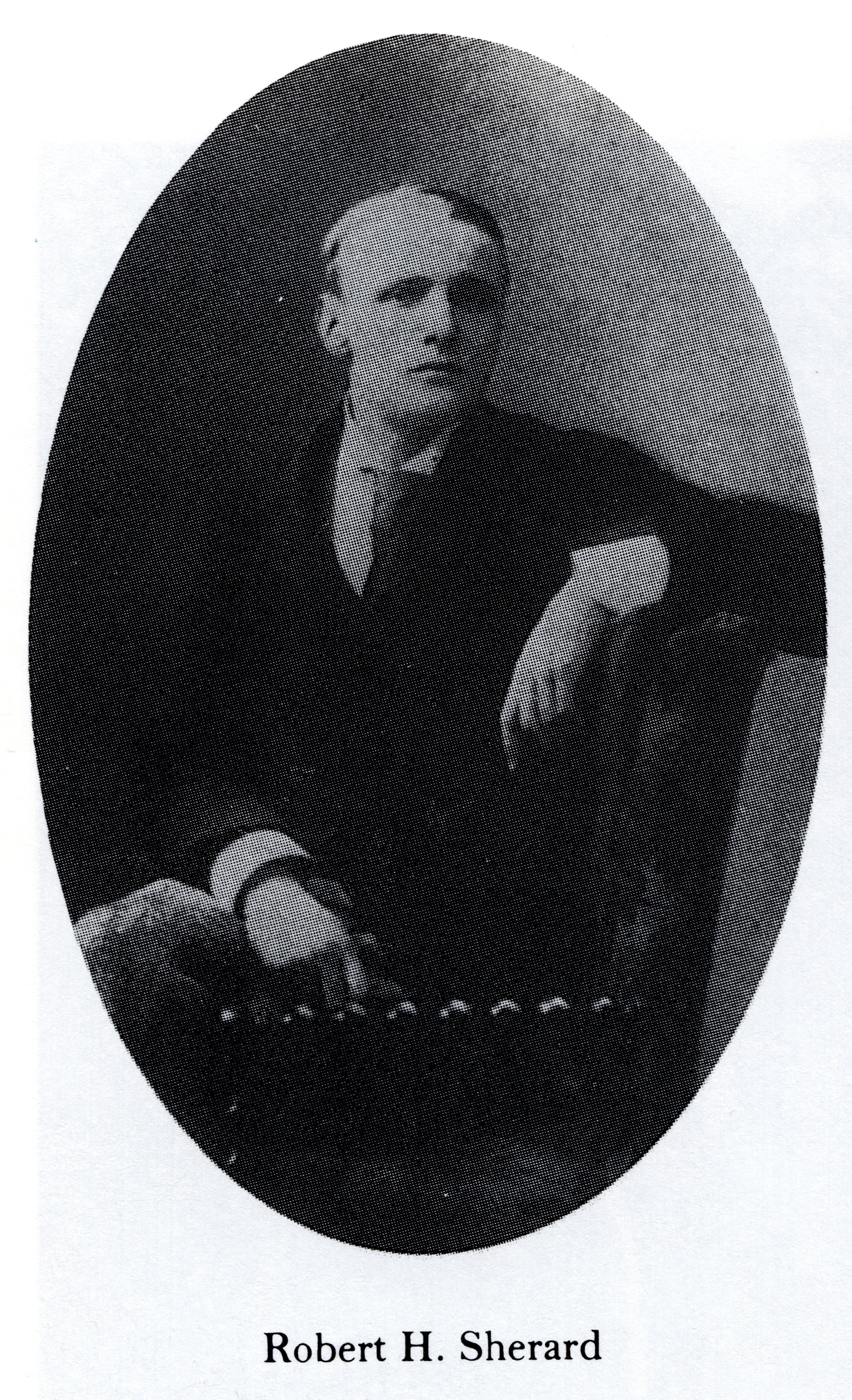
Robert H. Sherard

Né le 3 décembre 1861 à Putney, Londres, Angleterre, il commence sa vie sous le nom de Robert Harborough Sherard Kennedy et est le fils du révérend Bennet Sherard Calcraft Kennedy (un fils illégitime de Robert Sherard, 6e comte de Harborough par l'actrice Emma Love). Sa mère est Jane Stanley Wordsworth, petite-fille du poète William Wordsworth.
Il grandit sur l'île de Guernesey, où son père est un influent révérend anglicain.
Il abandonne par la suite le nom de famille Kennedy lorsqu'il s'installe à Paris fin 1882 après une dispute avec son père, apparue parce que son fils avait perdu l'argent de son année d'étude au poker.
Robbie a fait ses études au Elizabeth College de Guernesey, mais n'ira jamais au bout de ses études à l'Université d'Oxford et à l'Université de Bonn,.

## Carrière
Journaliste, écrivain et biographe, Robert Sherard est une personne plutôt opportuniste qui bénéficie des rencontres amenées par son réseau.
Il sera connu pour sa biographie sur Oscar Wilde.

## Vie privée
Sherard s'est marié trois fois.
En 1887, il épouse Marthe Lipska, riche héritière du baron de Stern. Ils divorcent en 1906, après que celle-ci ait tenté de le tuer avec une épingle de son chapeau, après avoir découvert son infidélité.
Il épouse par la suite la romancière, poète et dramaturge américaine Irene Osgood en 1908. Ils divorcent en 1915 et il épouse Alice Muriel Fiddian en 1928.
Il meurt à Ealing dans l'ouest de Londres en janvier 1943, à l'âge de 81 ans.

## Travaux

### Biographies
- - Émile Zola: A Biographical and Critical Study. London: Chatto & Windus, 1893.
  - Alphonse Daudet: a biographical and critical study  (1894)
  - My First Voyage, My First Lie (1901) in collaboration with Alphonse Daudet[10]
  - Oscar Wilde: The Story of an Unhappy Friendship. The Hermes Press, 1902.
  - The Life of Oscar Wilde. London: T. Werner Laurie, 1906.
  - The Real Oscar Wilde: To be used as a Supplement to, and in Illustration of "The Life of Oscar Wilde". London: T. Werner Laurie, 1917.
  - The Life and Evil Fate of Guy de Maupassant (1926)
  - Oscar Wilde Twice Defended from André Gide's Wicked Lies and Frank Harris's Cruel Libels; to Which Is Added a Reply to George Bernard Shaw, a Refutation of Dr G.J. Renier's Statements, a Letter to the Author from Lord Alfred Douglas and an Interview with Bernard Shaw by Hugh Kingsmill. Chicago: Argus Book Shop, 1934.
  - Bernard Shaw, Frank Harris and Oscar Wilde. New York: Greystone Press, 1937.

### Nouvelles
- - A Bartered Honour (1883)
  - The American Marquis (1888)
  - Rogues (1889)
  - Agatha's Quest (1890)
  - By Right Not Law (1891)
  - The Typewritten Letter (1891)
  - Jacob Niemand (1895)
  - The Iron Cross (1897)
  - Wolves: An Old Story Retold (1904)

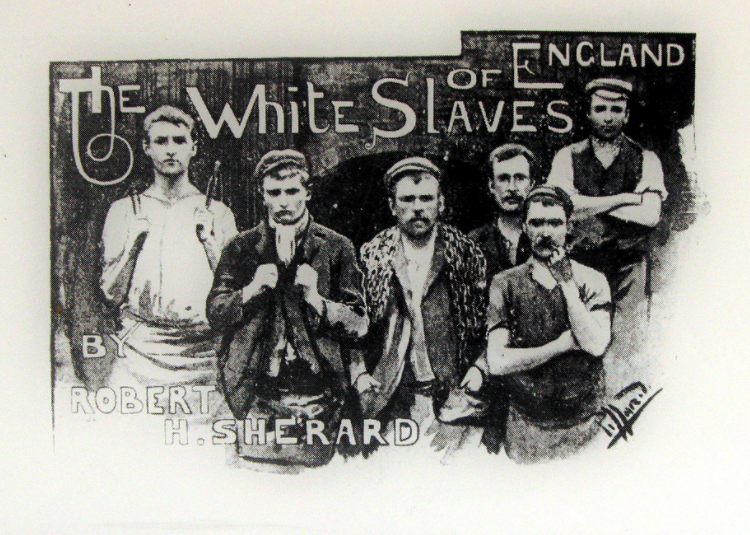
Photo de fabricants de chaînes à Cradley Heath par Harold H. Piffard pour illustrer l'article original paru dans le magazine Pearson

  - After the Fault (1906)

### Autobiographie
- Oscar Wilde : The Story of an Unhappy Friendship Londres : imprimé en privé, 1902. Londres : Greening & Co., 1905.
- Twenty Years in Paris: Being Some Recollections of a Literary Life Londres : Hutchinson & Co., 1905.

### Articles
- Université de Reading (Reading, Royaume-Uni) (papiers achetés le 1er février 1964 à Rupert Hart-Davis ).

## Dans la culture populaire
Robert Sherard est un personnage de la série Oscar Wilde Mystery écrite par Gyles Brandreth.